# Sparganothoides
Sparganothoides is een geslacht van vlinders van de familie bladrollers (Tortricidae), uit de onderfamilie Tortricinae.

## Soorten
- S. brasiliana Powell & Lambert
- S. hydeana (Klots, 1936)